# ناحیه امهرست، شهرستان لوراین، اوهایو
شهرستان امهرست، بخش لوراین، اوهایو (به انگلیسی: Amherst Township, Lorain County, Ohio) یک منطقهٔ مسکونی در ایالات متحده آمریکا است که در اوهایو واقع شده‌است.

## خصوصیات
شهرستان امهرست ۴۰٫۰ کیلومترمربع مساحت و ۷٬۵۹۸ نفر جمعیت دارد و ۲۲۵ متر بالاتر از سطح دریا واقع شده‌است.